# Joker Out
Os Joker Out são uma banda eslovena de indie rock formada na cidade de Liubliana em 2016. A banda representou a Eslovénia no Festival Eurovisão da Canção 2023 em Liverpool, na Inglaterra, com a canção «Carpe Diem».

## História

### 2016-2021: Formação e «Umazane misli»
O grupo foi formado em maio de 2016 após a dissolução de Apokalipsa, a antiga banda de Bojan Cvjetićanin, Martin Jurkovič, Matic Kovačič e Luka Škerlep. A três deles, Cvjetićanin, Jurkovič e Kovačič, juntaram-se Kris Guštin e Jan Peteh, de Buržuazija, e assim nasceram os Joker Out. Em Novembro desse ano, lançaram o seu primeiro single «Kot srce, ki kri poganja», para o qual gravaram também o seu primeiro videoclipe. A 17 de Junho de 2017, sagraram-se vencedores da 4.ª edição (2016/17) da «Liga Špil», um concurso para grupos musicais de estudantes e solistas. Em Novembro desse mesmo ano, a banda lançou a sua segunda canção intitulada «Omamljeno telo». O grupo também actuou em muitos festivais.
A 12 de Setembro de 2019 o grupo lançou o single intitulado «Gola», no qual colaboraram pela primeira vez com o produtor Jaret Pak. A 2 de Novembro, tiveram o seu primeiro concerto completamente independente, realizado no Castelo de Liubliana. «Gola» foi seguido pelo quarto single «Vem, da greš» em março de 2020, seguido por «Umazane misli» em Outubro de 2020 e «A sem ti povedal» em Julho de 2021. Foi naquela altura que Jure Maček substituiu o baterista Matic Kovačič. A canção «Umazane misli» foi escolhida pelo público como «a melhor canção eslovena do ano», na 1.ª edição do festival Frišno/Fresh - The Day of New Slovenian Music, que teve lugar a 1 de Outubro de 2021.
O primeiro álbum da banda, «Umazane misli», foi lançado em Outubro de 2021. Originalmente, era para ter sido lançado em Abril de 2020, mas foi adiado várias vezes devido à pandemia de COVID-19. Foi apresentado em dois concertos consecutivos em 20 e 21 de Outubro de 2021 no festival Cvetličarna, ambos esgotados em 2020. O segundo concerto foi gravado pela Radiotelevizija Slovenija. Nestes dois anos, receberam dois prémios Zlata piščal: em 2020 para recém-chegados do ano e em 2021 para artistas do ano.

### 2022-presente: «Demoni» e o Festival Eurovisão da Canção
Em abril de 2022, lançaram o videoclipe do último single do seu primeiro álbum «Barve Oceana». A 12 de Maio, na 8.ª edição dos Prémios Zlata piščal, foram nomeados na categoria de artista do ano pelo segundo ano consecutivo. A 31 de Agosto desse ano, lançaram o seu segundo álbum intitulado «Demoni», que foi precedido pela canção «Katrina». Realizaram um concerto de apresentação do álbum a 9 de Setembro no Križanke de Liubliana. A 10 de Outubro, anunciaram no Instagram que o baixista Martin Jurkovič estava a deixar a banda para estudar no estrangeiro e iria a ser substituído por Nace Jordan, membro dos «Diamanti», a banda do programa «V petek zvečer». À música «Katrina» seguiu-lhe a canção «Demoni», o primeiro single da banda em língua sérvia, que representa o seu primeiro lançamento oficial para o mercado da antiga Jugoslávia.
A 8 de Dezembro de 2022, a Rádio e Televisão da Eslovénia anunciou que a banda Joker Out representará a Eslovénia no Festival Eurovisão da Canção 2023, em Liverpool. As gravações para a sua canção da Eurovisão tiveram lugar no mês de Dezembro de 2022 num estúdio de Hamburgo, Alemanha, durante um período de 12 dias. A banda afirmou que queria manter toda a canção na língua eslovena, dizendo: «queremos traduzir o esloveno numa língua universal de dança e entretenimento que todos os países compreendam». Em Janeiro de 2023, a banda filmou o seu videoclipe na capital da Eslovénia, Liubliana, no Grand Hotel Union.
No mesmo dia em que foi anunciada a selecção interna da banda pela Rádio e Televisão da Eslovénia, a emissora anunciou que a sua canção, mais tarde revelada como sendo intitulada «Carpe Diem», iria estrear numa emissão especial da Eurovisão chamada «Misija Liverpool» no canal 1 da Eslovénia, a 4 de Fevereiro de 2022, juntamente com a estreia do vídeo da música no seu canal do YouTube. A 31 de Janeiro, os Joker Out foram sorteados para actuar na segunda parte da segunda semi-final, a 11 de Maio.

## Membros

### Membros actuais
- Bojan Cvjetićanin - voz principal
- Kris Guštin - guitarra, vocais de apoio
- Jan Peteh - guitarra, vocais de apoio
- Jure Maček - bateria
- Nace Jordan - baixo, vocais de apoio

### Membros anteriores
- Martin Jurkovič - baixo
- Matic Kovačič - bateria

## Discografia

### Álbuns
| Título        | Informações |
| ------------- | --- |
| Umazane misli | - Lançamento: 18 de Outubro de 2021 - Editora discográfica: Self-released - Formato: CD e descarregamento digital |
| Demoni        | - Lançamento: 31 de Agosto de 2022 - Editora discográfica: Self-released - Formato: CD e descarregamento digital  |

### Singles
| "Kot srce, ki kri poganja"                                             | 2016 | — | —             |
| "Omamljeno telo"                                                       | 2017 | — | Umazane misli |
| "Gola"                                                                 | 2019 | — | Umazane misli |
| "Vem, da greš"                                                         | 2020 | — | Umazane misli |
| "Umazane misli"                                                        | 2020 | — | Umazane misli |
| "A sem ti povedal"                                                     | 2021 | — | Umazane misli |
| "Barve oceana"                                                         | 2022 | — | Umazane misli |
| "Katrina"                                                              | 2022 | — | Demoni        |
| "Demoni"                                                               | 2022 | — | Demoni        |
| "Carpe Diem"                                                           | 2023 | — | —             |
| "New Wave" com Elvis Costello                                          | 2023 | — | —             |
| "—" indica uma gravação que não entrou nas tabelas ou não foi lançada. |      |   |               |

## Prémios e nomeações
| Prémio                         | Ano  | Cateogoria       | Trabalho nomeado   | Resultado |
| ------------------------------ | ---- | ---------------- | ------------------ | --------- |
| Zlata piščal (O apito de ouro) | 2020 | Canção do Ano    | "Gola"             | Indicados |
| Zlata piščal (O apito de ouro) | 2020 | Estreante do Ano | Joker Out          | Ganhou    |
| Zlata piščal (O apito de ouro) | 2021 | Artista do Ano   | Joker Out          | Ganhou    |
| Zlata piščal (O apito de ouro) | 2022 | Artista do Ano   | Joker Out          | Ganhou    |
| Zlata piščal (O apito de ouro) | 2022 | Canção do Ano    | "Umazane misli"    | Indicados |
| Zlata piščal (O apito de ouro) | 2022 | Canção do Ano    | "A sem ti povedal" | Indicados |
| Zlata piščal (O apito de ouro) | 2022 | Álbum do Ano     | "Umazane misli"    | Indicados |
| Zlata piščal (O apito de ouro) | 2023 | Artista do Ano   | Joker Out          | Pendente  |
| Zlata piščal (O apito de ouro) | 2023 | Álbum do Ano     | "Demoni"           | Pendente  |